# Plum Grove (Teksas)
Plum Grove je grad u američkoj saveznoj državi Teksas. Prema popisu stanovništva iz 2010. u njemu je živjelo 600 stanovnika.